# 諏訪エネルギーサービス
諏訪エネルギーサービス（すわエネルギーサービス）は、かつて長野県諏訪市に本社を置いた地域熱供給事業者。
諏訪ガス・鹿島建設などの共同出資により、1997年6月27日に設立された。既存の一般電気事業者の送電網を介さない特定電気事業者として日本で初めて事業化され、ガスコージェネレーションにより、1998年10月3日から電力および冷暖房・給湯用の冷水・蒸気を近隣施設に供給していた。
しかし、2011年6月に特定電気事業を廃止し、以降、熱供給事業を継続した。2018年、熱供給事業を廃止し、会社を解散した。

## 事業概要
1,411kWガスタービン発電機2基、300kWガス機関発電機1基を有し、電力を諏訪赤十字病院および介護老人保健施設に供給していた。低負荷時はガス機関発電機を基本とし、電力需要の増加により、順次ガスタービンに切り替える。排熱は蒸気として暖房等に用いられるほか。吸収式冷凍機により冷房用冷水として前記施設に供給される。当初は液化石油ガスを燃料としていたが、のちに液化天然ガス併用となった。